# Crosby (Misisipi)
Crosby es un pueblo del Condado de Wilkinson, Misisipi, Estados Unidos. Según el censo de 2000 tenía una población de 360 habitantes y una densidad de población de 65.6 hab/km².

## Demografía
Según el censo de 2000, había 360 personas, 131 hogares y 96 familias residiendo en la localidad. La densidad de población era de 65,6 hab./km². Había 157 viviendas con una densidad media de 28,6 viviendas/km². El 27,78% de los habitantes eran blancos, el 71,94% afroamericanos y el 0,28% pertenecía a dos o más razas.
Según el censo, de los 131 hogares en el 34,4% había menores de 18 años, el 38,2% pertenecía a parejas casadas, el 32,8% tenía a una mujer como cabeza de familia, y el 26,7% no eran familias. El 22,9% de los hogares estaba compuesto por un único individuo, y el 10,7% pertenecía a alguien mayor de 65 años viviendo solo. El tamaño promedio de los hogares era de 2,75 personas y el de las familias de 3,27.
La población estaba distribuida en un 31,1% de habitantes menores de 18 años, un 10,0% entre 18 y 24 años, un 24,4% de 25 a 44, un 21,9% de 45 a 64, y un 12,5% de 65 años o mayores. La media de edad era 34 años. Por cada 100 mujeres había 68,2 hombres. Por cada 100 mujeres de 18 años o más, había 74,6 hombres.
Los ingresos medios por hogar en la localidad eran de 15.417 dólares ($), y los ingresos medios por familia eran 16.917 $. Los hombres tenían unos ingresos medios de 23.542 $ frente a los 15.313 $ para las mujeres. La renta per cápita para la ciudad era de 6.763 $. El 47,4% de la población y el 42,1% de las familias estaban por debajo del umbral de pobreza. El 56,3% de los menores de 18 años y el 34,0% de los habitantes de 65 años o más vivían por debajo del umbral de pobreza.

## Geografía
Según la Oficina del Censo de los Estados Unidos, la localidad tiene un área total de 5,5 km², todos ellos correspondientes a tierra firme.